# Индустриализация в СССР

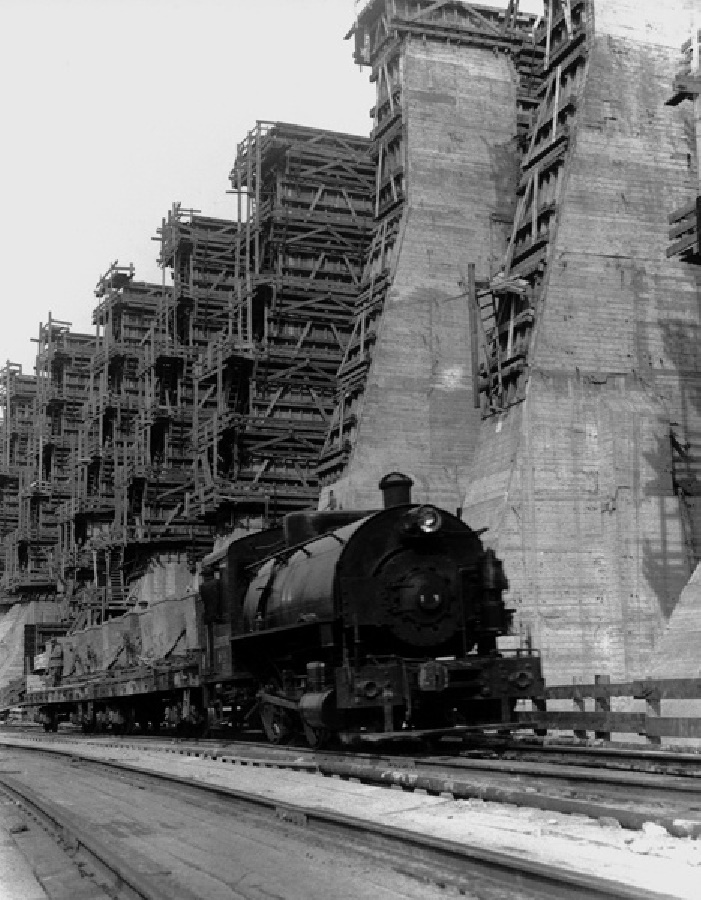
Строительство ДнепроГЭСа. 1931 год

Индустриализа́ция в СССР — процесс форсированного наращивания промышленного потенциала СССР, осуществлявшийся с мая 1929 года по июнь 1941 года с целью сокращения отставания советской экономики от экономики развитых капиталистических государств.
Курс на индустриализацию обозначил XIV съезд ВКП (б) 18 декабря 1925 года, давший поручение о составлении первого пятилетнего плана. Официальной задачей индустриализации было превращение СССР из преимущественно аграрного государства в ведущее индустриальное. Начало социалистической индустриализации как составной части «триединой задачи по коренному переустройству общества» (индустриализация, коллективизация сельского хозяйства и культурная революция) было положено первым пятилетним планом развития народного хозяйства (1928—1932). В этот период времени в создание новых государственных производственных фондов было вложено 45 000 000 000 рублей.
В советское время индустриализация считалась, как писала советская пресса, великим подвигом. Ключевую роль в советской индустриализации сыграли масштабные закупки оборудования и технологий из США и Великобритании, а также работа приглашенных западных специалистов, руководивших строительством заводов и фабрик. 
В результате индустриализации ускорилась урбанизация, были созданы десятки новых городов («соцгорода»). В современной России среди экономистов и историков ведутся дискуссии об индустриализации, где одни ставят под сомнения и критикуют её результат для советской экономики, а другие считают индустриализацию правильным и важным достижением СССР, на которое не было способно капиталистическое государство.

## Положение в промышленности до 1925 года
В начале XX века Российская империя, наряду с США, занимала ведущее положение в мировом сельском хозяйстве, занимая 1 место по экспорту зерновых и 1-е место по производству и экспорту сливочного масла. Накануне революции национальный доход страны составлял 16,4 млрд рублей (7,4 % от общемирового). По этому показателю Российская империя занимала четвёртое место после
США, Германии и Британской империи. По темпам роста национального дохода Российская империя опережала многие страны, а в отдельные периоды, например с 1908 по 1917 гг. они были среди самых высоких в тот период свыше 7 % в отдельные годы. Новейшие оценки темпов роста национального дохода России более скромны, американский исследователь П. Грегори оценивает средний рост за период 1885—1913 годов в 3,25 % в год (с увеличением до 4,7 % в год в период наибольшего роста (1889—1904 годы)), что оценивается как уровень роста немного выше развитых европейских стран, но ниже США.
Доля России в мировой промышленности составляла в 1913 году, по разным оценкам, от 5,3 % (пятое место в мире) до 12,73 % (третье место в мире). По оценке известного экономисторика П. Байроха доля России в мировом промышленном производстве в 1913 году составляла 8,2 % и она занимала 4 место после США, Германии и Великобритании. Для отдельных отраслей промышленности Российской империи был характерен крайне быстрый рост. С 1894 по 1914 года в Российской империи добыча угля возросла на 306 %, нефти — на 65 % (рост остановился в 1901, с тех пор прироста не наблюдалось), золота — на 43 %, меди — на 375 %; чугуна — на 250 %; железа и стали — на 224 %. России принадлежало 80 % мирового производства льна. Ряд отраслей промышленности в дореволюционной России был развит довольно хорошо: металлургия, паровозостроение, текстильная промышленность. Россия до революции имела самую большую в Европе сеть железных дорог (протяженность — 70,5 тыс. км в 1917 г.), и для её эксплуатации был задействован большой парк паровозов и вагонов отечественного производства. Текстильная промышленность с самого начала возникла как конкурентоспособная отрасль, основанная на частной инициативе, и таковой оставалась в начале XX в. По количеству выработанной электроэнергии, в 1913 году Россия находилась на 5 месте в мире при генерации 1,9 млрд. кВт*час в год на 9537 станциях. Уже в 1916 году производство электроэнергии увеличилось до более 4,7 млрд. кВт*час при эксплуатации 11800 силовых установок (в 1928 году СССР производил 5,0 млрд. кВт*час).
Вместе с тем, даже по развитию базовых отраслей Россия значительно отставала от ведущих европейских стран. Что касается более сложных и наукоёмких отраслей, то там отставание было намного большим. Как указывал Н. Рожков, своего промышленного машиностроения и производства средств производства (станков и оборудования) в России в начале XX в. фактически не существовало. Судостроительная промышленность также была развита слабо: за рубежом закупалось порядка 80 % всех судов; часть собственных судов производилась в районе Каспия, куда импортные суда попросту не могли дойти. Недостатки в развитии русской промышленности сыграли немалую роль в событиях Первой мировой войны, когда русская армия оказалась хуже оснащенной военной техникой, вооружением и боеприпасами, чем другие воюющие страны. Индустриализация в Российской империи привела к формированию рабочего класса, который стал доминировать в структуре населения крупных городов, включая обе столицы. Однако страна остаётся преимущественно крестьянской: доля сельского населения составляла 73 % к началу XX века, тогда как в Великобритании структура населения была обратной: 75 % жителей приходилось на города. Экономисты начала XX в. и современные экономические историки приводили ряд причин, которые могли способствовать указанным недостаткам в развитии дореволюционной русской промышленности. Среди них — ошибки при проведении протекционистской политики правительства, высокая монополизация промышленности, неверные приоритеты государственной промышленной и транспортной стратегии, коррупция государственного аппарата.
По результатам Первой мировой войны, двух революций 1917 года, а также Гражданской войны объём валовой продукции промышленности России в 1917 г. упал по сравнению с 1913 г. на 29 %, производство предметов потребления составило в 1917 году 67,3 % от довоенного. Процесс национализации предприятий российской промышленности в рамках политики «военного коммунизма» привёл к ухудшению положения дел на производстве из-за отсутствия опыта в руководстве производственным процессом у новых советских руководителей. Так, в 1920 году объём промышленной продукции по отношению к уровню 1913 года на территории Советской России составлял лишь 13,9 %, а по производству предметов потребления — 12,3 %. В то же время к концу Гражданской войны большевикам удалось в целом решить вопросы по организации работы промышленности в условиях военного времени. Динамичное развитие электроэнергетики в Российской Империи было прервано социально-политическими катаклизмами. В дальнейшем электроэнергетическая отрасль подверглась процессам полной деградации вплоть до конца 1921 года. Ущерб тяжелой промышленности от гражданской войны в результате боевых действий не был существенным. Тяжелая промышленность была восстановлена в короткие сроки.

## ГОЭЛРО
Разработка плана электрификации страны началась ещё в 1915 году, и после некоторого перерыва продолжилась при большевиках. В декабре 1920 г. план ГОЭЛРО был одобрен VIII Всероссийским съездом Советов, а через год его утвердил IX Всероссийский съезд Советов.
Планом предусматривалось опережающее развитие электроэнергетики, привязанное к планам развития территорий. План ГОЭЛРО, рассчитанный на 10—15 лет, предусматривал строительство 30 районных электрических станций (20 ГРЭС и 10 ГЭС) общей мощностью 1,75 млн кВт. Проект охватывал восемь основных экономических районов (Северный, Центрально-промышленный, Южный, Приволжский, Уральский, Западно-сибирский, Кавказский и Туркестанский). Параллельно велось развитие транспортной системы страны (реконструкция старых и строительство новых железнодорожных линий, сооружение Волго-Донского канала).

## Особенности индустриализации
Исследователями[какими?] выделяются следующие особенности индустриализации:
- Перекачивание средств из сельского хозяйства в промышленность с помощью «ножниц цен»;
- Особая роль государства в централизации и концентрации средств для индустриализации;
- Создание единой формы собственности — социалистической — в двух видах: государственной и кооперативно-колхозной, с ликвидацией частной собственности на средства производства;
- Планирование индустриализации;
- Отсутствие частного капитала;
- Опора на собственные ресурсы (привлечь частный капитал в сложившихся внешних и внутренних условиях было невозможно);
- Изыскание средств путём продажи материальных ценностей, предметов искусства и традиционных природных ресурсов (пушнина, древесина) за рубеж.

## Дискуссии в период НЭПа
До 1928 года СССР проводил «Новую экономическую политику» (НЭП). В то время как сельское хозяйство, розничная торговля, сфера услуг, пищевая и лёгкая промышленность находились в основном в частных руках, государство сохраняло контроль над тяжёлой промышленностью, транспортом, банками, оптовой и международной торговлей («командные высоты»). Государственные предприятия конкурировали друг с другом, роль Госплана СССР ограничивалась прогнозами, которые определяли направления и размер государственных инвестиций.

### Преодолеть индустриальное отставание
Одним из фундаментальных противоречий большевизма был тот факт, что партия, именовавшая себя «рабочей», а своё правление — «диктатурой пролетариата», пришла к власти в аграрной стране, где заводские рабочие составляли лишь несколько процентов населения, и то большинство из них представляли собой недавних выходцев из деревни, ещё не вполне порвавших связи с ней. Россия исторически сильно отставала от развитых стран по соотношению городского и сельского населения: свыше 80 % её населения на 1914 год проживало на селе, только 15,3 % составляли горожане. В то время как самая урбанизированная страна Европы — Англия — имела в городах 78 % населения, Франция и США до 40 %, а Германия до 54,3 %.Форсированная индустриализация была призвана ликвидировать эту диспропорцию.

### Защититься от внешней угрозы
С внешнеполитической точки зрения, страна находилась во враждебных условиях. По мнению руководства ВКП(б), существовала высокая вероятность новой войны с капиталистическими государствами. Показательно, что ещё на X съезде РКП(б) в 1921 году автор доклада «О советской республике в окружении» Л. Б. Каменев констатировал начавшуюся в Европе подготовку ко второй мировой войне:

То, что мы ежедневно наблюдаем в Европе, … свидетельствует, что война не закончена, армии передвигаются, боевые приказы отдаются, гарнизоны то в одну, то в другую местность отправляются, никакие границы не могут считаться твёрдо установленными. … можно ожидать с часу на час, что старая законченная империалистская бойня породит, как своё естественное продолжение, какую-нибудь новую, ещё более чудовищную, ещё более гибельную империалистскую войну.

Подготовка к войне требовала основательного перевооружения. Военно-учебные заведения Российской империи, разрушенные революцией и Гражданской войной, были восстановлены: военные академии, училища, институты и военные курсы начали подготовку кадров для Красной Армии. Однако немедленно начать техническое перевооружение Красной Армии было невозможно в силу отсталости тяжёлой промышленности, которая уже в эпоху империи показала свою неконкурентоспособность: Россия умудрилась проиграть войну 1904-05 годов даже Японии. Существующие темпы индустриализации были явно недостаточными, поскольку отставание от капиталистических стран, в которых в 1920-е был экономический подъём, увеличивалось.
Один из первых подобных планов перевооружения был изложен уже в 1921 году, в проекте реорганизации РККА, подготовленном к X съезду Гусевым С. И. и Фрунзе М. В. В проекте констатировалась как неизбежность новой большой войны, так и неготовность Красной Армии к ней. Гусев и Фрунзе предлагали организовать массовое производство танков, артиллерии, «броневиков, бронепоездов, аэропланов» в «ударном» порядке. Отдельным пунктом также предлагалось внимательно изучить боевой опыт Гражданской войны, в том числе и противостоявших Красной армии частей (офицерские части белогвардейцев, тачанки махновцев, врангелевские «бомбомётные аэропланы» и т. д. Помимо этого, авторы также призывали срочно организовать издание в России иностранных «марксистских» трудов по военным вопросам.

### Преодолеть аграрное перенаселение
После окончания Гражданской войны Россия вновь столкнулась с дореволюционной проблемой аграрного перенаселения («мальтузианская ловушка»). В царствование Николая II перенаселение вызывало постепенное уменьшение средних наделов земли, избыток рабочих рук в деревне не поглощался ни оттоком в города (составлявшем около 300 тыс. чел. в год при среднем приросте до 1 млн чел. в год), ни эмиграцией, ни инициированной правительством Столыпина программой переселений колонистов за Урал.
В результате естественного роста сельского населения и дробления крестьянских хозяйств размер душевого земельного надела сокращался: если в конце XIX века он составлял в среднем 3,5 десятины на душу, то к 1905 году — всего 2,6 десятины. К этому времени из 85 млн крестьян 70 млн были безземельными или малоземельными. 16,5 млн крестьян имели надел от 1/4 до 1 десятины, а 53,5 млн крестьян — от 1 до 1,75 десятины на душу. При такой площади земли обеспечить расширенное товарное производство было невозможно.
Вопрос частично «решился» из-за гибели миллионов крестьян во время Гражданской войны, голода 1921—1923 годов и раскулачивания, однако в 1920-е годы перенаселение приняло вид безработицы в городах. Она стала серьёзной социальной проблемой, нараставшей в течение всего НЭПа, и к его концу составила более 2 млн человек, или около 10 % городского населения. Правительство считало, что одним из факторов, сдерживающих развитие промышленности в городах, были недостаток продовольствия и нежелание деревни обеспечивать города хлебом по низким ценам.
Эти проблемы партийное руководство намеревалось решать путём планового перераспределения ресурсов между сельским хозяйством и промышленностью, в соответствии с концепцией социализма, о чём было заявлено на XIV съезде ВКП(б) и III Всесоюзном съезде Советов в 1925 г. В сталинской историографии XIV съезд именовался «съездом индустриализации», однако он принял лишь общее решение о необходимости превращения СССР из аграрной страны в индустриальную, не определив при этом конкретных форм и темпов индустриализации.
Выбор конкретной реализации центрального планирования бурно обсуждался в 1926—1928 гг. Сторонники генетического подхода (В. Базаров, В. Громан, Н. Кондратьев) полагали, что план должен составляться на основе объективных закономерностей развития экономики, выявленных в результате анализа существующих тенденций. Приверженцы телеологического подхода (Г. Кржижановский, В. Куйбышев, С. Струмилин) считали, что план должен трансформировать экономику и исходить из будущих структурных изменений, возможностей выпуска продукции и жёсткой дисциплины. Среди партийных функционеров первых поддерживал сторонник эволюционного пути к социализму Н. Бухарин, а последних Л. Троцкий, который настаивал на ускоренных темпах индустриализации.
Одним из первых идеологов индустриализации был близкий к Троцкому экономист Е. А. Преображенский, в 1924—1925 годах разработавший концепцию форсированной «сверхиндустриализации» за счёт средств из деревни («первоначальное социалистическое накопление», по Преображенскому). Со своей стороны, Бухарин обвинил Преображенского и поддерживавшую его «левую оппозицию» в насаждении «военно-феодальной эксплуатации крестьянства» и «внутреннего колониализма».
Генеральный секретарь ЦК ВКП(б) И.В. Сталин поначалу стоял на точке зрения Бухарина, однако после исключения Троцкого из ЦК партии в конце 1927 г. поменял свою позицию на диаметрально противоположную. Это привело к решающей победе телеологической школы и радикальному повороту от НЭПа. Исследователь В. Роговин считает, что причиной «левого поворота» Сталина стал кризис хлебозаготовок 1927 года; крестьянство, особенно зажиточное, массово отказывалось продавать хлеб, посчитав установленные государством закупочные цены заниженными. Ещё одной причиной изменения курса мог быть англо-советский конфликт (Военная тревога 1927 года)
Внутренний хозяйственный кризис 1927 года переплёлся с резким обострением внешнеполитической обстановки. 23 февраля 1927 года министр иностранных дел Великобритании направил СССР ноту с требованием прекратить поддерживать гоминьдановско-коммунистическое правительство в Китае. После отказа Великобритания 24 — 27 мая разорвала дипломатические отношения с СССР. Однако в то же время альянс Гоминьдана и китайских коммунистов развалился; 12 апреля Чан Кайши со своими союзниками вырезал шанхайских коммунистов (см. Шанхайская резня 1927 года). Этот инцидент широко использовался «объединённой оппозицией» («троцкистско-зиновьевским блоком») для критики официальной сталинской дипломатии, как заведомо провальной.
В этот же период произошёл налёт на советское полпредство в Пекине (6 апреля), британская полиция провела обыск в советско-английском акционерном обществе «Аркос» в Лондоне (12 мая). В июне 1927 года представители РОВС провели серию терактов против СССР. В частности, 7 июня белоэмигрантом Кавердой убит советский полпред в Варшаве Войков, в тот же день в Минске убит начальник Белорусского ОГПУ И. Опанский, днём ранее террорист РОВС бросил бомбу в бюро пропусков ОГПУ в Москве. Все эти инциденты содействовали созданию обстановки «военного психоза», появлению ожиданий новой иностранной интервенции («крестового похода против большевизма»).
В августе 1927 года среди населения началась паника, вылившаяся в повальную закупку продуктов впрок. На XV съезде ВКП(б) (декабрь 1927) Микоян признал, что страна пережила трудности «кануна войны без того, чтобы иметь войну».
К январю 1928 года было заготовлено всего лишь 2/3 зерна по сравнению с уровнем прошлого года, так как крестьяне массово придерживали хлеб, посчитав закупочные цены заниженными. Начавшиеся перебои в снабжении городов и армии усугубились обострением внешнеполитической обстановки, дошедшем даже до проведения пробной мобилизации.

## Первый пятилетний план
Главной задачей введённой плановой экономики было наращивание экономической и военной мощи государства максимально высокими темпами. На начальном этапе это сводилось к перераспределению максимально возможного объёма ресурсов на нужды индустриализации. 2 декабря 1927 г. на XV съезде ВКП(б) были приняты «Директивы по составлению первого пятилетнего плана развития народного хозяйства СССР», в которых съезд высказался против сверхиндустриализации: темпы роста не должны быть максимальными, и их следует планировать так, чтобы не происходило сбоев. Разработанный на основе директив проект первого пятилетнего плана (1 октября 1928 г. — 1 октября 1933 г.) был одобрен на XVI конференции ВКП(б) (апрель 1929 г.) как комплекс тщательно продуманных и реальных задач. Этот план, в реальности намного более напряжённый, чем прежние проекты, сразу после его утверждения V съездом Советов СССР в мае 1929 года дал основания для проведения государством целого ряда мер экономического, политического, организационного и идеологического характера, что возвысило индустриализацию в статус концепции, эпоху «великого перелома». Стране предстояло развернуть строительство новых отраслей промышленности, увеличить производство всех видов продукции и приступить к выпуску новой техники.
Мы отстали от передовых стран на 50-100 лет. Мы должны пробежать это расстояние в десять лет. Либо мы сделаем это, либо нас сомнут.И. В. Сталин

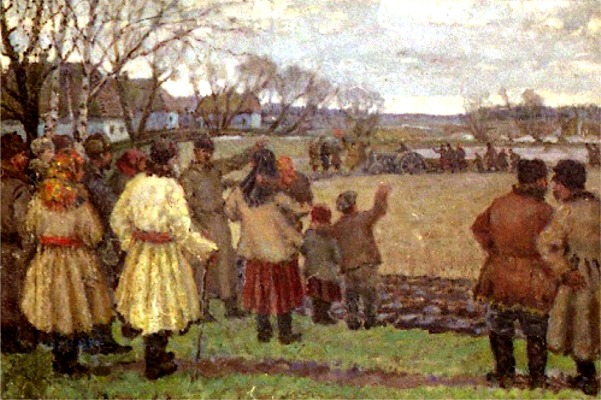
В. Крихацкий «Первый трактор»

Партийное руководство обеспечило мобилизацию населения в поддержку индустриализации. Комсомольцы в особенности восприняли её с энтузиазмом. Как и во время первой и второй промышленной революции в западных странах, индустриализация не была бы возможна без роста эффективности сельскохозяйственного производства и связанного с этим оттока лишнего сельского населения в города. Россия по соотношению городского и сельского населения в начале XX века была аграрной страной: в городах проживало не более 20 %, тогда как в Англии (пионер промышленной революции) соотношение было обратным. Миллионы людей самоотверженно, почти вручную, строили сотни заводов, электростанций, прокладывали железные дороги, метро. Часто приходилось работать в три смены. В 1930 году было развёрнуто строительство около 1500 объектов, из которых 50 поглощали почти половину всех капиталовложений. При содействии иностранных специалистов был воздвигнут ряд гигантских промышленных сооружений: ДнепроГЭС, металлургические заводы в Магнитогорске, Липецке и Челябинске, Новокузнецке, Норильске, а также Уралмаш, тракторные заводы в Сталинграде, Челябинске, Харькове, Рубцовске, Уралвагонзавод, ГАЗ, ЗИС и др. 1 июня 1931 года между США и СССР был заключён контракт об участии американских инженеров в постройке 90 советских металлургических заводов.

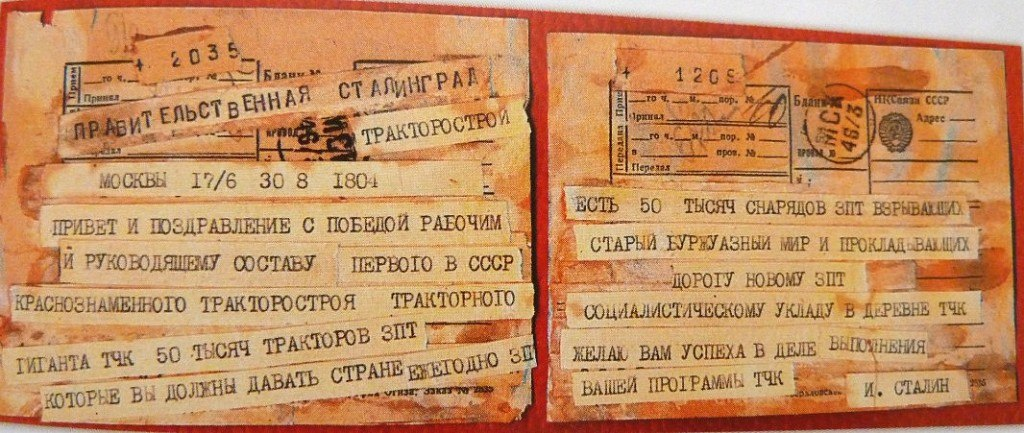
Поздравление Сталина на открытие СТЗ

Чтобы создать собственную инженерную базу, в срочном порядке создавалась отечественная система высшего технического образования. Индустриализация в СССР потребовала подготовки за период с 1930 по 1935 год около 435 тысяч инженерно-технических специалистов, в то время как их число в 1929 году было в 7 раз меньше и составляло 66 тысяч.
В 1930 году в СССР было введено всеобщее начальное образование, а в городах обязательное семилетнее.
В 1930 году, выступая на XVI съезде ВКП(б), Сталин признал, что индустриальный прорыв возможен лишь при построении «социализма в одной стране» и потребовал многократного увеличения заданий пятилетки, утверждая, что по целому ряду показателей план может быть перевыполнен.
С целью повышения стимулов к работе оплата стала более сильно привязываться к производительности. Активно развивались центры по разработке и внедрению принципов научной организации труда. Один из крупнейших центров такого рода Центральный институт труда (ЦИТ) создал около 1700 учебных пунктов с 2 тыс. квалифицированнейших инструкторов ЦИТа в разных уголках страны. Они действовали во всех ведущих отраслях народного хозяйства — в машиностроении, металлургии, строительстве, легкой и лесной промышленности, на железных дорогах и автотранспорте, в сельском хозяйстве и даже в военно-морском флоте.
Уделялось внимание и индустриализации сельского хозяйства. Благодаря появлению отечественного тракторостроения, в 1932 году СССР отказался от ввоза тракторов из-за границы, а в 1934 году Кировский завод в Ленинграде приступил к выпуску пропашного трактора «Универсал», который стал первым отечественным трактором, экспортируемым за границу. За десять предвоенных лет было выпущено около 700 тыс. тракторов, что составило 40 % от их мирового производства.
Поскольку капиталовложения в тяжёлую индустрию почти сразу превысили ранее запланированную сумму и продолжали расти, была резко увеличена денежная эмиссия (то есть печать бумажных денег), и в течение всей первой пятилетки рост денежной массы в обращении более чем в два раза опережал рост производства предметов потребления, что привело к росту цен и дефициту потребительских товаров.
Так как после национализации иностранных концессий по добыче золота против СССР был объявлен «золотой бойкот», для получения иностранной валюты, необходимой для финансирования индустриализации, применялись в том числе такие способы, как продажа картин из коллекции Эрмитажа.
Параллельно государство перешло к централизованному распределению принадлежащих ему средств производства и предметов потребления, осуществлялись внедрение командно-административных методов управления и национализация частной собственности. Возникла политическая система, основанная на руководящей роли ВКП(б), государственной собственности на средства производства и минимуме частной инициативы. Также началось широкое использование принудительного труда заключенных ГУЛАГа, спецпоселенцев, тылового ополчения.
В 1933 году на объединённом пленуме ЦК и ЦКК ВКП(б) Сталин говорил в своем докладе, что по итогам первой пятилетки предметов широкого потребления произведено меньше, чем нужно, но политика отодвигания на задний план задач индустриализации привела бы к тому, что у нас не было бы тракторной и автомобильной промышленности, чёрной металлургии, металла для производства машин. Страна сидела бы без хлеба. Капиталистические элементы в стране неимоверно повысили бы шансы на реставрацию капитализма. Наше положение стало бы аналогично положению Китая, который тогда не имел своей тяжелой и военной промышленности, и стал объектом агрессии. Мы бы имели с другими странами не пакты о ненападении, а военную интервенцию и войну. Войну опасную и смертельную, войну кровавую и неравную, ибо в этой войне мы были бы почти что безоружны перед врагами, имеющими в своем распоряжении все современные средства нападения.
В 1935 году открылась первая очередь Московского метрополитена общей протяжённостью 11,2 км.
В 1935 году появилось «движение стахановцев», в честь забойщика шахты А. Стаханова, который, согласно официальной информации того времени, в ночь с 30 на 31 августа 1935 года выполнил за смену 14,5 нормы.
Первая пятилетка была связана со стремительной урбанизацией. Городская рабочая сила увеличилась на 12,5 миллионов человек, из которых 8,5 миллионов были мигрантами из сельской местности. Тем не менее, доли в 50 % городского населения СССР достиг только в начале 1960-х годов.

## Использование зарубежных специалистов и технологий
Из-за границы были приглашены инженеры, многие известные компании, такие как Siemens-Schuckertwerke AG и General Electric, привлекались к работам и осуществляли поставки современного оборудования, значительная часть моделей техники, производившейся в те годы на советских заводах, представляла собой копии либо модификации зарубежных аналогов (например, трактор Fordson, собиравшийся на Сталинградском тракторном заводе).
В феврале 1930 года между «Амторгом» и фирмой американского архитектора Альберта Кана Albert Kahn, Inc. был подписан договор, согласно которому фирма Кана становилась главным консультантом советского правительства по промышленному строительству и получала пакет заказов на строительство промышленных предприятий стоимостью 2 млрд долларов (около 250 млрд долларов в ценах нашего времени). Эта фирма обеспечила строительство более 500 промышленных объектов в СССР.
В Москве был открыт филиал Albert Kahn, Inc. под названием «Госпроектстрой». Его руководителем был Мориц Кан, брат главы компании. В нём работали 25 ведущих американских инженеров и около 2,5 тыс. советских сотрудников. На тот момент это было самое большое архитектурное бюро мира. За три года существования «Госпроектстроя» через него прошло более 4 тыс. советских архитекторов, инженеров и техников, изучавших американский опыт. 

В Москве также работало Центральное бюро тяжелого машиностроения (ЦБТМ), филиал немецкой компании Demag.
Фирма Альберта Кана играла роль координатора между советским заказчиком и сотнями западных компаний, поставлявших оборудование и консультировавших строительство отдельных объектов. Так, технологический проект Нижегородского автозавода выполнила американская компания Ford, строительный — британская Austin Motor Company. Строительство 1-го Государственного подшипникового завода в Москве (ГПЗ-1), который проектировала компания Кана, осуществлялось при техническом содействии итальянской фирмы RIV.
Сталинградский тракторный завод, построенный по проекту Кана в 1930 году, был изначально сооружен в США, а затем был размонтирован, перевезен в СССР и собран под наблюдением американских инженеров. Он был оснащен оборудованием более чем 80 американских машиностроительных компаний и нескольких немецких фирм.
Американский гидростроитель Хью Купер стал главным консультантом строительства Днепрогэс, гидротурбины для которого были закуплены у компаний General Electric и Newport News Shipbuilding.
Магнитогорский металлургический комбинат был спроектирован американской фирмой Arthur G. McKee and Co., которая также осуществляла надзор над его строительством. Стандартная доменная печь для этого и всех остальных металлургических комбинатов периода индустриализации была разработана чикагской компанией Freyn Engineering Co.
В развитии советской нефтехимии принимал активное участие американский специалист Фред Кох. За годы первой пятилетки компания Winkler-Koch построила в СССР пятнадцать заводов по крекингу тяжелой нефти.
СССР проводил массшабные закупки машин в Великобритании, в 1932 году закупив 98% всего британского экспорта прессов, 96% экпорта строгальных станков, 90% экспорта прочих станков. 
Вплоть до 1940 годов, практически вся транспортная и сельхозтехника в СССР была производена на иностранном оборудовании по иностранным чертежам и схемам производства, в результате чего многие образцы техники были копиями западных. Например, в 1936 году СССР заключил соглашение с компанией Douglas Aircraft Company для производства американского самолёта DC-3, затем переименованного в Ли-2. А трактор «Сталинец 80» был точной копией американского Caterpillar D-7.12.
Аналогичная ситуация была в пищевой промышленности. Например, знаменитый советский пломбир появился в 1936 году, когда СССР закупил оборудование и технологию его производства в США.

## Результаты

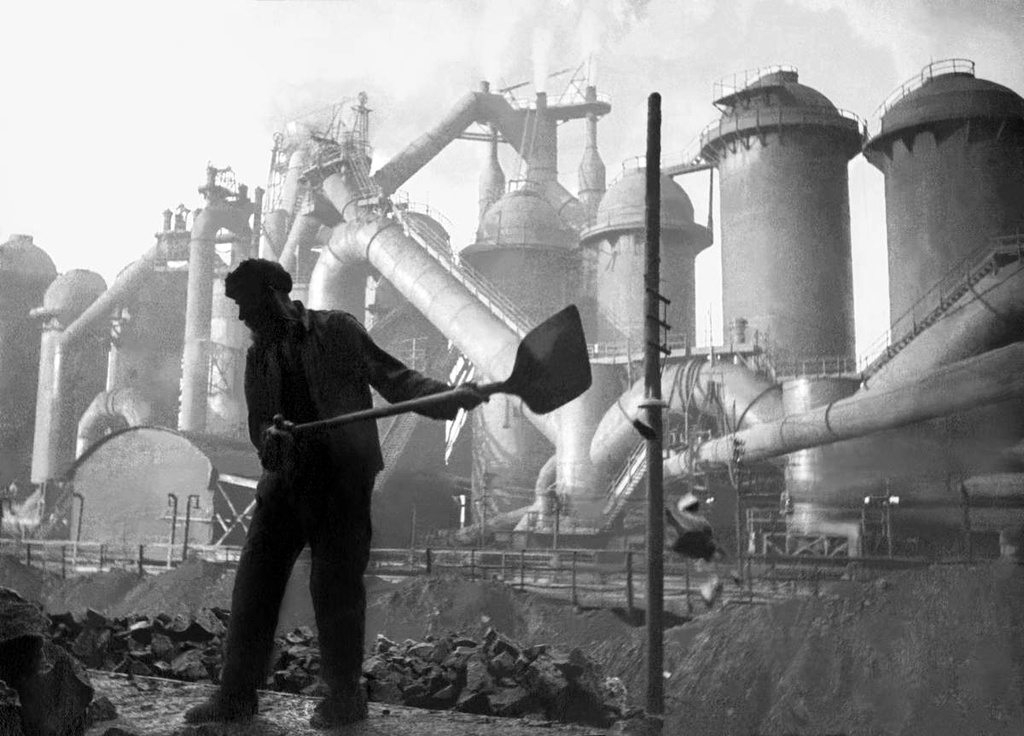
Строитель «Магнитогорского гиганта»

## Индустриализация в литературе и искусстве

На советской фабрике